# Ampelophaga dolichoides
Ampelophaga dolichoides là một loài bướm đêm thuộc họ Sphingidae. Nó được miêu tả bởi R. Felder năm 1874. Loài này có ở Nepal và Sikkim, đông bắc Ấn Độ, across Thái Lan và tây nam Trung Quốc to Selangor, bán đảo Mã Lai.
Sải cánh dài 80–100 mm.

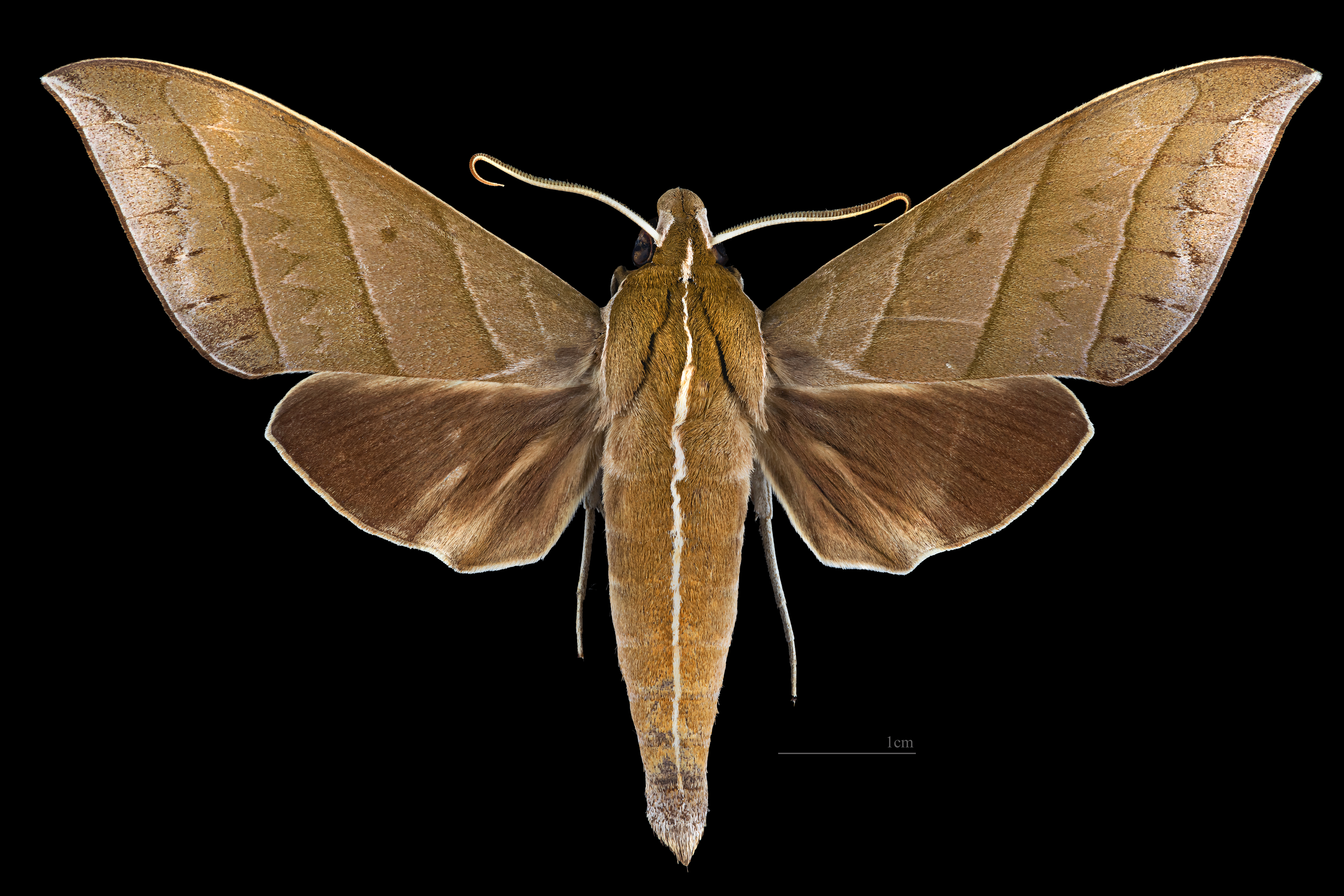
Ampelophaga dolichoides ♂
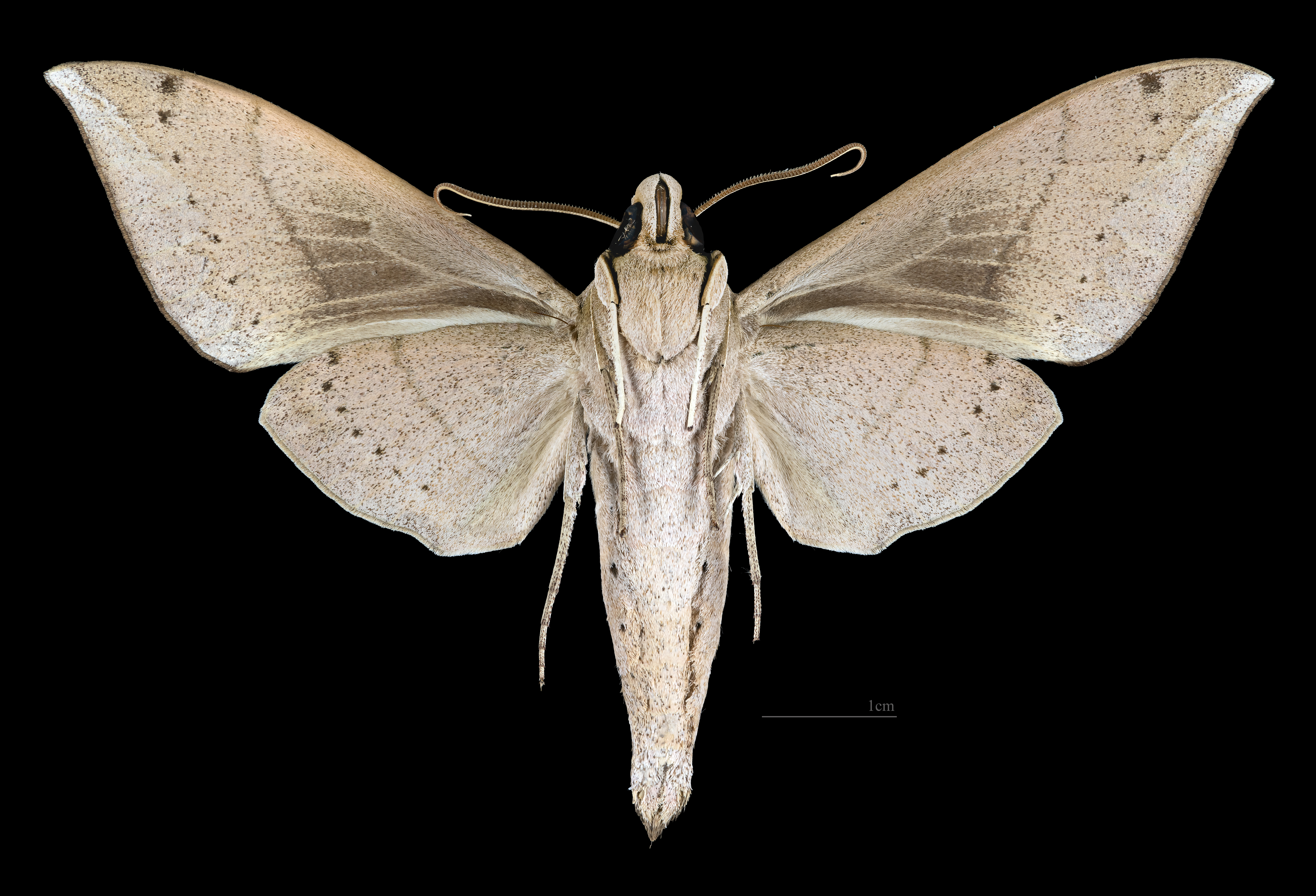
Ampelophaga dolichoides ♂ △
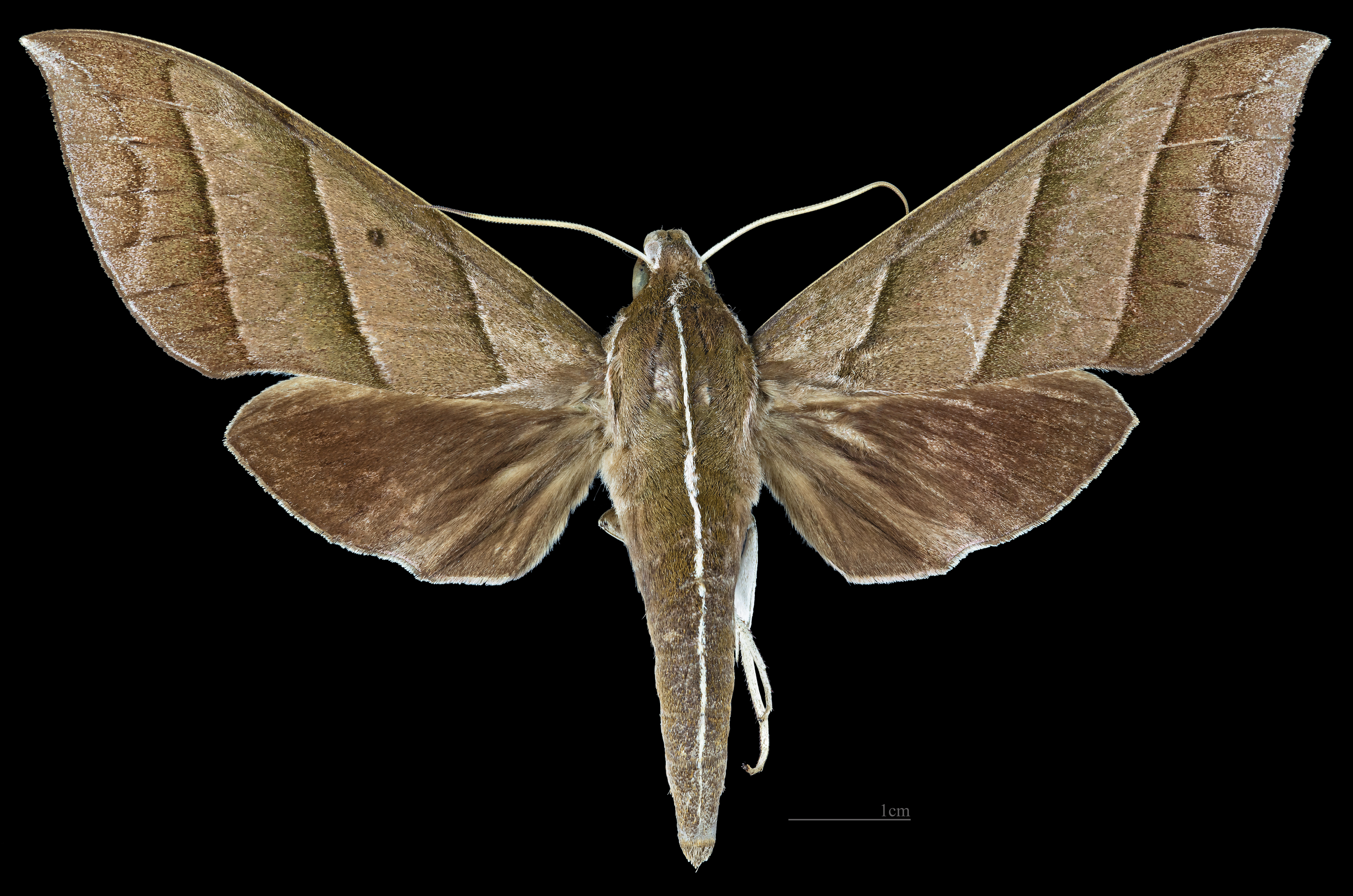
Ampelophaga dolichoides ♀
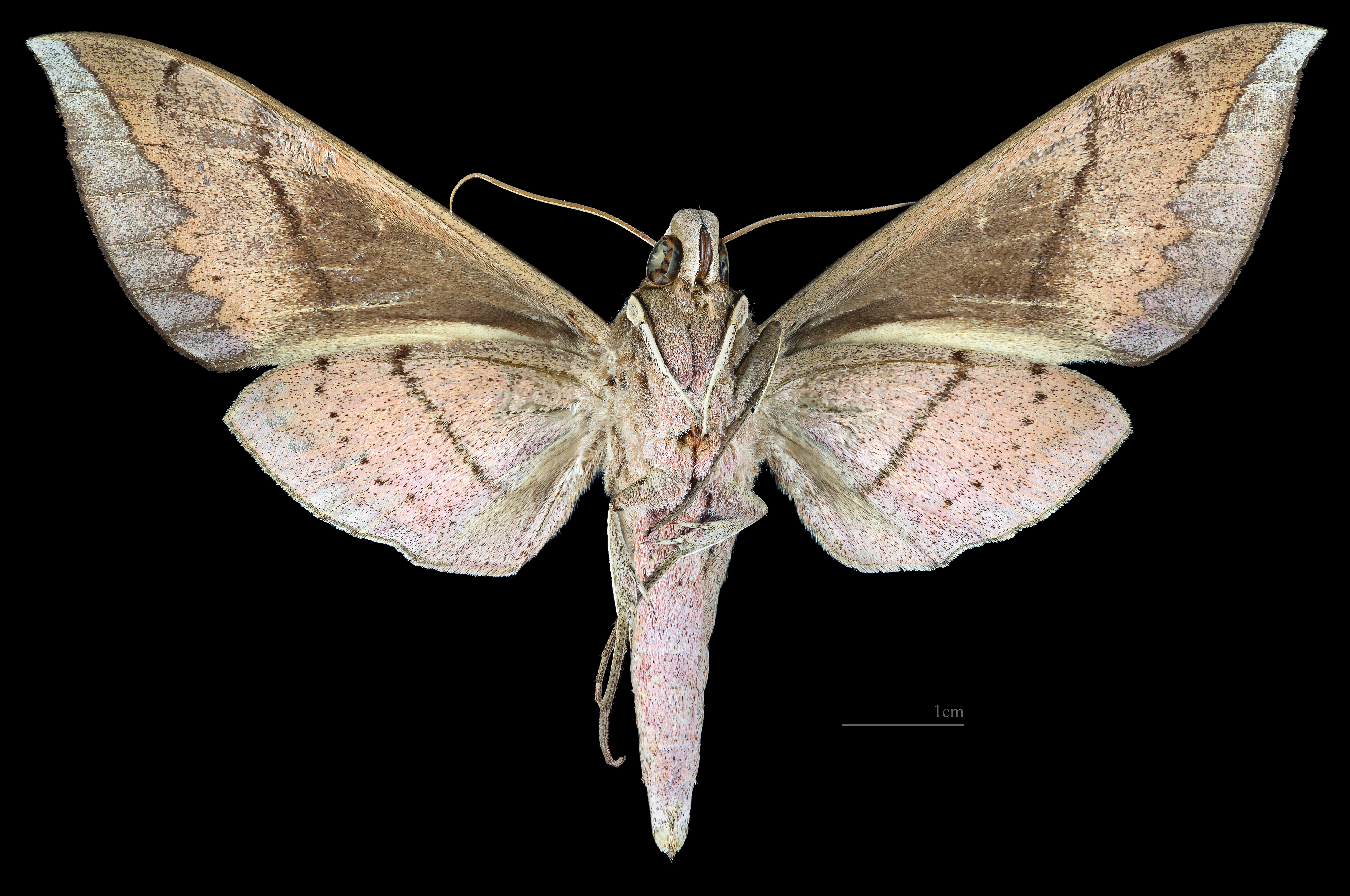
Ampelophaga dolichoides ♀ △

Ấu trùng ăn Vitaceae, particularly the mature leaves. A larva có ở Tetrastigma was reared on Parthenocissus inserta.